# Unseen World
Unseen World — седьмой студийный альбом японской рок-группы Band-Maid, выпущенный 13 января 2021 года в цифровом формате и через неделю на дисках. Является первым релизом группы, изданным на лейбле Pony Canyon.
Обложка альбома представляет собой коллаж из пальцев участниц группы. Название песни «H-G-K» является отсылкой к турецкой управляемой авиабомбе HGK, что подтвердила в интервью Мику Кобато.
Unseen World возглавил чарт рок-альбомов Oricon и занял верхние строчки хит-парадов в тринадцати странах.

## Отзывы критиков
Обозреватель сайта Everything Is Noise Карлос Велес-Кансель заметил, что данный альбом тяжелее, чем его предшественники, и похвалил «умение группы создавать напоминающие гимны песни, не боясь погружаться в неординарное». Представитель сайта Raijin Rock указал на отсутствие в Unseen World баллад по сравнению с предыдущими альбомами группы и отметил «совершенно неистовый и неослабевающий приступ агрессивного хард-рока», а также способность Канами Тоно сочинять запоминающиеся гитарные риффы. Подводя итог обзора, он заявил, что «на Unseen World группа более сплочена, чем в случае с её предыдущими работами». По мнению рецензента портала JaME, данное произведение представляет собой «живой мощный альбом, который запросто можно назвать лучшей работой Band-Maid на сегодняшний день». Критик журнала Exclaim! Рис Юргенсен охарактеризовал запись как более предприимчивую и проявляющую более сильный характер, чем альбомы других современных рок-групп Японии.
Представитель ресурса MetalSucks Райан Дайер назвал Unseen World одним из лучших метал-альбомов 2021 года. Запись была признана японским альбомом года сайтом Rice Digital. Коити Иноуэ из Gekirock назвал работу десятым лучшим альбомом года, а «Sayonakidori» — второй лучшей песней года. Обозреватель Wall of Sound Саймон Валентайн поставил Unseen World на 1-е место в списке 5 лучших альбомов 2021 года.

## Список композиций
Автор слов для всех песен — Мику Кобато. Музыка написана Band-Maid.
| №                   | Название                                  | Длительность |
| ------------------- | ----------------------------------------- | ------------ |
| 1.                  | «Warning!»                                | 4:20         |
| 2.                  | «No God»                                  | 4:10         |
| 3.                  | «After Life»                              | 3:23         |
| 4.                  | «Manners»                                 | 3:50         |
| 5.                  | «I Still Seek Revenge.»                   | 3:02         |
| 6.                  | «H-G-K»                                   | 3:07         |
| 7.                  | «Sayonakidori» (サヨナキドリ)             | 4:33         |
| 8.                  | «Why Why Why»                             | 3:37         |
| 9.                  | «Chemical Reaction»                       | 4:09         |
| 10.                 | «Giovanni»                                | 4:17         |
| 11.                 | «Honkai» (本懐)                           | 3:16         |
| 12.                 | «Black Hole»                              | 3:05         |
| 13.                 | «Without Holding Back» (инструментальная) | 3:33         |
| Общая длительность: | Общая длительность:                       | 48:33        |

| №                   | Название                      | Длительность |
| ------------------- | ----------------------------- | ------------ |
| 1.                  | «Warning!»                    | 4:20         |
| 2.                  | «No God»                      | 4:10         |
| 3.                  | «After Life»                  | 3:23         |
| 4.                  | «Manners»                     | 3:50         |
| 5.                  | «I Still Seek Revenge.»       | 3:02         |
| 6.                  | «H-G-K»                       | 3:07         |
| 7.                  | «Sayonakidori» (サヨナキドリ) | 4:33         |
| 8.                  | «Why Why Why»                 | 3:37         |
| 9.                  | «Chemical Reaction»           | 4:09         |
| 10.                 | «Giovanni»                    | 4:17         |
| 11.                 | «Honkai» (本懐)               | 3:16         |
| 12.                 | «Black Hole»                  | 3:05         |
| Общая длительность: | Общая длительность:           | 45:00        |

Ограниченное издание
| №                   | Название                      | Длительность |
| ------------------- | ----------------------------- | ------------ |
| 1.                  | «After Life»                  | 3:23         |
| 2.                  | «Why Why Why»                 | 3:37         |
| 3.                  | «Youth»                       | 3:41         |
| 4.                  | «Sayonakidori» (サヨナキドリ) | 4:33         |
| 5.                  | «Chemical Reaction»           | 4:09         |
| 6.                  | «Manners»                     | 3:50         |
| 7.                  | «I Still Seek Revenge.»       | 3:02         |
| Общая длительность: | Общая длительность:           | 26:18        |

| №                   | Название            | Длительность |
| ------------------- | ------------------- | ------------ |
| 1.                  | «Giovanni»          | 4:17         |
| 2.                  | «H-G-K»             | 3:07         |
| 3.                  | «Manners»           | 3:50         |
| 4.                  | «Black Hole»        | 3:05         |
| 5.                  | «Honkai» (本懐)     | 3:16         |
| 6.                  | «No God»            | 4:10         |
| 7.                  | «Warning!»          | 4:20         |
| Общая длительность: | Общая длительность: | 26:08        |

| №  | Название                                                    | Длительность |
| -- | ----------------------------------------------------------- | ------------ |
| 1. | «After Life (инструментальное музыкальное видео)»           |              |
| 2. | «No God (инструментальное музыкальное видео)»               |              |
| 3. | «Giovanni (инструментальное музыкальное видео)»             |              |
| 4. | «Without Holding Back (инструментальное музыкальное видео)» |              |

## Участники записи
- Сайки Ацуми — основной вокал (кроме 7)
- Мику Кобато — ритм-гитара, вокал; основной вокал (7)
- Канами Тоно — соло-гитара
- Миса — бас-гитара
- Аканэ Хиросэ — барабаны

## Чарты
| Чарт (2021)                        | Высшая позиция |
| ---------------------------------- | -------------- |
| Japan Hot Albums (Billboard Japan) | 6              |
| Japanese Albums (Oricon)           | 8              |
| Japanese Rock Albums (Oricon)      | 1              |